# 法隆寺金堂壁画

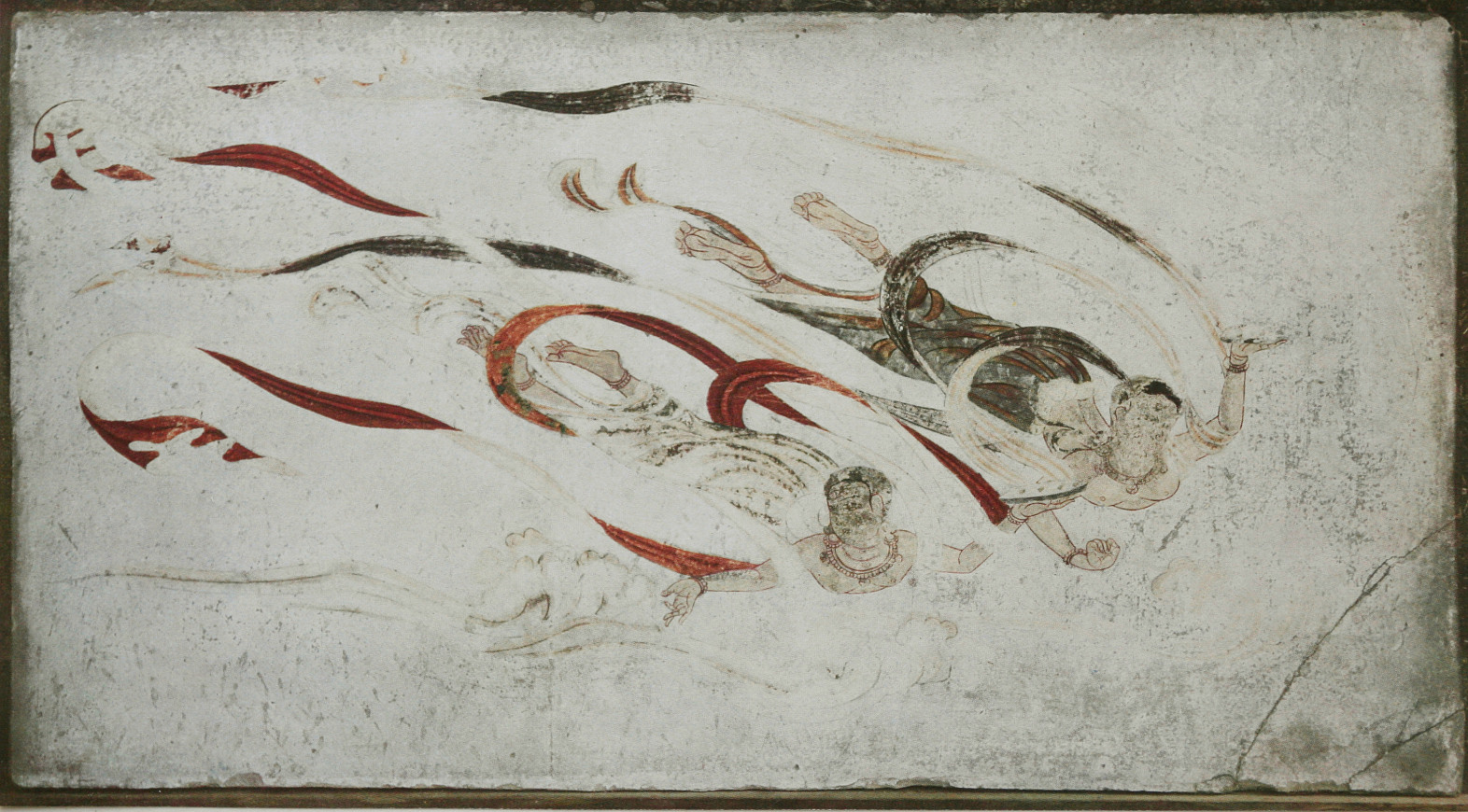
飛天図（内陣小壁20面のうち14号）

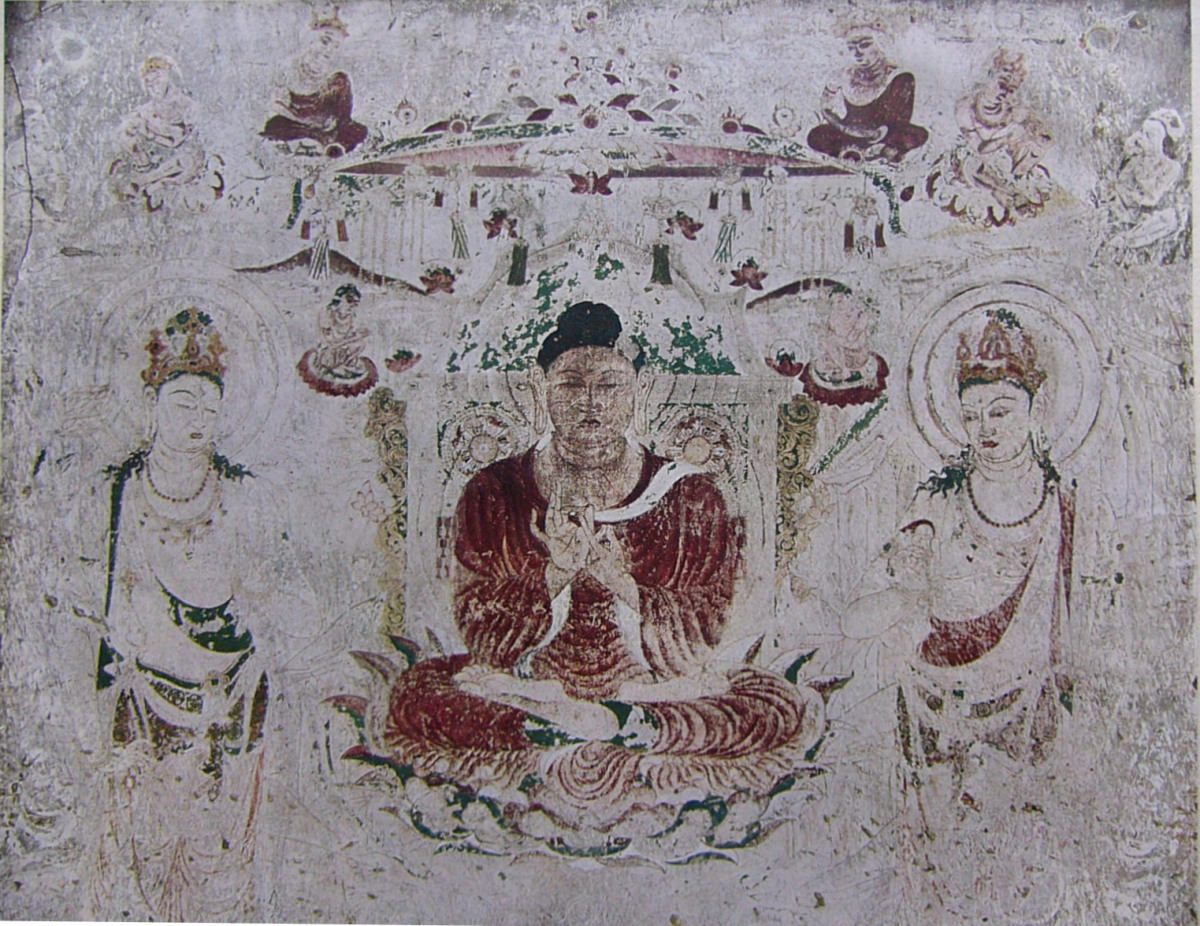
6号壁『阿弥陀浄土図』（上部、焼損前）

法隆寺金堂壁画（ほうりゅうじこんどうへきが）は、奈良県斑鳩町の法隆寺金堂の壁面に描かれていた仏教壁画である。制作年代は7世紀後半から8世紀初めと推定される。確実な歴史的史料がないことから作者は不明とされている。インドのアジャンター石窟群壁画、中国の敦煌莫高窟（とんこうばっこうくつ）壁画などとともに、アジアの古代仏教絵画を代表する作品の一つであったが、1949年（昭和24年）の火災で大半が焼損した。焼け残った壁画の現物は法隆寺境内の収蔵庫で保管されているほか、火災前に模写が制作されていた。火災後の1967年（昭和42年）に壁画再現事業が発願され、翌年完成した。
壁画の画像は外部リンクも参照のこと。

## 概要

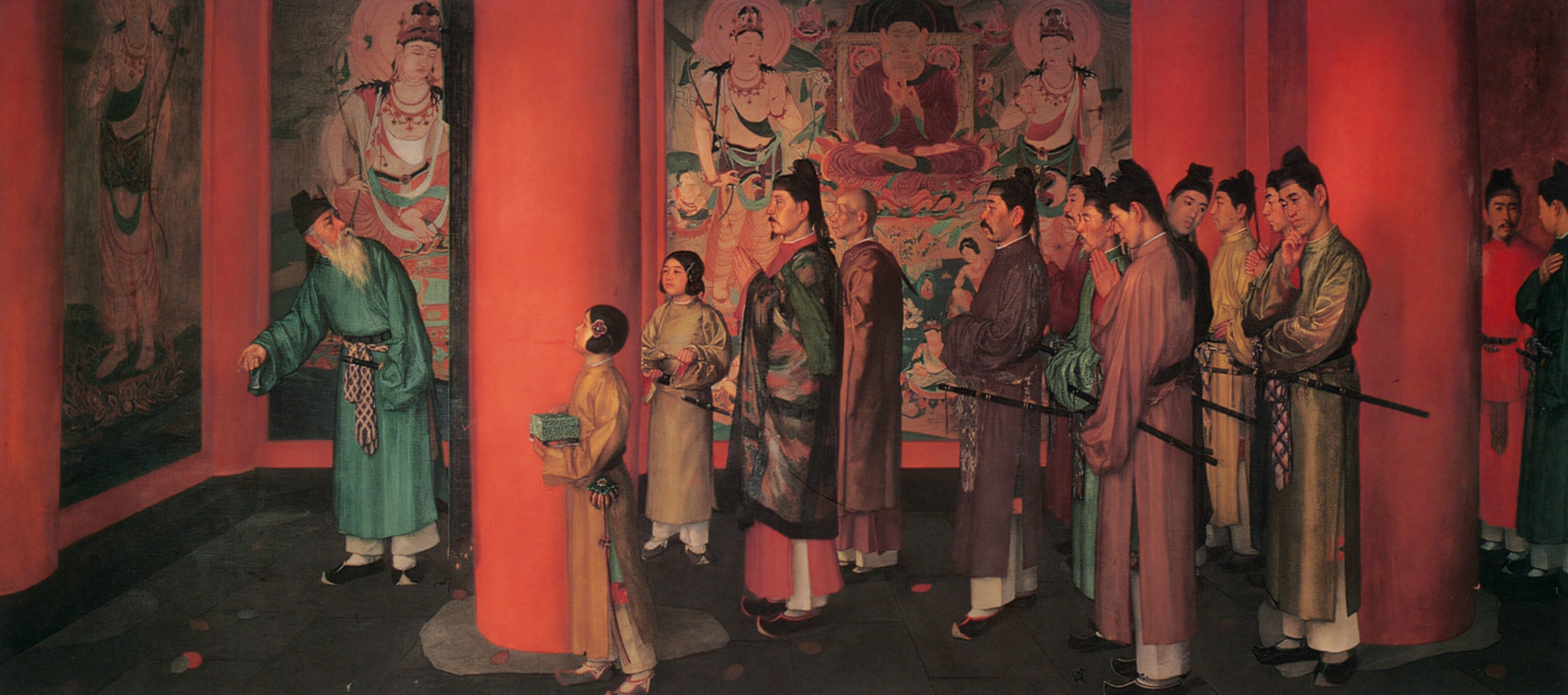
和田英作画『金堂落慶之図』（1918年）

「法隆寺金堂の壁画」といえば、金堂外陣（げじん）の土壁に描かれていた12面の壁画を指すことが多いが、これらの他に内陣小壁に描かれていた飛天の壁画20面と、外陣小壁の『山中羅漢図』18面があった。このうち、外陣の壁画12面は1949年の金堂の火災で焼損し、小壁の羅漢図は跡形もなく粉砕されてしまった。内陣小壁の飛天の壁画20面のみは1945年に当時取り外されて 別の場所に保管されていたため難を免れた。
法隆寺金堂壁画の芸術的価値は、日本において文化財の近代的な調査・保護が始まった明治時代初期（19世紀末）から既に認識されていた。壁画の劣化・剥落は当時から始まっており、いかにして壁画の劣化を食い止め、後世に伝えていくかについては、明治時代から検討が行われていた。1940年（昭和15年）からは、当時の一流の画家たちを動員して壁画の模写事業が開始された。模写事業は第二次世界大戦を挟んで戦後も続けられたが、1949年（昭和24年）、不審火によって金堂が炎上。壁画は焼け焦げてその芸術的価値は永遠に失われてしまった。この壁画焼損事件は、日本の文化財保護の歴史における象徴的な事件として記憶され、文化財保護法制定のきっかけとなった。また、壁画が焼損した1月26日は文化財防火デーと定められ、日本各地の社寺等で消火訓練が行われている。現在、法隆寺金堂にある壁画は1967年から1968年（昭和42 – 43年）にかけて、当時の著名画家たちによって復元されたものである。
焼け焦げたオリジナルの壁画は1951年に抜き取り作業が始まり、法隆寺内の大宝蔵殿の裏手の収蔵庫（翌1952年建設）に、焼け焦げた柱などと共に保管されている。収蔵庫は湿度の変化を避けるため非公開となっているが、公開に向けて環境調査などを行っている。収蔵庫内の各壁画は鉄枠や合成樹脂で保護されているが、焼損した壁画が現在も境内にあることを知らない人も多い。専門家による金堂壁画保存活用委員会による検討を経て、2021年秋には、保存活動への支援金を募るクラウドファンディング協力者500人に限定した公開が実施された。

## 壁画の所在

### 外陣壁画
法隆寺金堂初層は外陣（げじん）が正面5間、側面4間、内陣が正面3間、側面2間である。ここでいう「間」は長さの単位ではなく柱間の数を表す建築用語であり、「5間」とは柱が1列に6本並び、柱間が5つあるという意味である。外陣の周囲には裳階（もこし）と呼ばれる廂（ひさし）部分があり、一般拝観者が立ち入りを許されるのはこの裳階部分である。外陣の正面5間のうち中央の3間、背面の中央間、両側面のそれぞれ北から2間目、以上6面の柱間には扉が設けられ、残りの12面を土壁とし、ここに壁画が描かれていた。
壁画には1号から12号までの番号が振られている。東側の扉を入って左側の壁が1号壁で、その隣（南側）が2号壁、以下、時計回りに番号が振られ、東側扉の北側に位置する壁が12号壁である。壁面の大きさは横幅255 – 260cm前後の大壁（たいへき）と横幅155cm前後の小壁（しょうへき）の2種類がある（壁面の高さはいずれも約310cm）。東面の1号壁、西面の6号壁、北面中央扉の左右に位置する9号壁と10号壁の計4面が大壁、外陣の四隅に位置する残り8面が小壁である。

### 外陣小壁画
上記12面の壁画のすぐ上、すなわち頭貫（かしらぬき、柱の頂部を水平方向につなぐ材）と天井の間の小壁面には『山中羅漢図』の壁画18面があった（6箇所にある扉の上にも小壁面があったので計18面となる）。この『山中羅漢図』については、明治時代以前に5面が既に塗り潰されて、残りも1949年の金堂の火災の際に粉砕され、現存していない。火災以前の写真は1面分が残るのみで、あとは明治時代に桜井香雲という画家が残した模写によっておおよその図様を知るのみである。

### 内陣小壁画
内陣の長押（なげし）上の小壁には20面の飛天の壁画があった。内陣は正面3間、側面2間で、正面、背面、両側面に計10間の柱間があり、1つの柱間に2面の壁画があったので、計20面となる。壁画には1号から20号までの番号が振られている。南側東端が1号で、以下時計回りに2号、3号と続き、東側南端が20号である。これらの壁画は、1949年の火災の際には取り外されて別途保管されていたため難を免れた。これら20面の一部は寺内の大宝蔵殿で展示されることがある。

## 壁画の主題

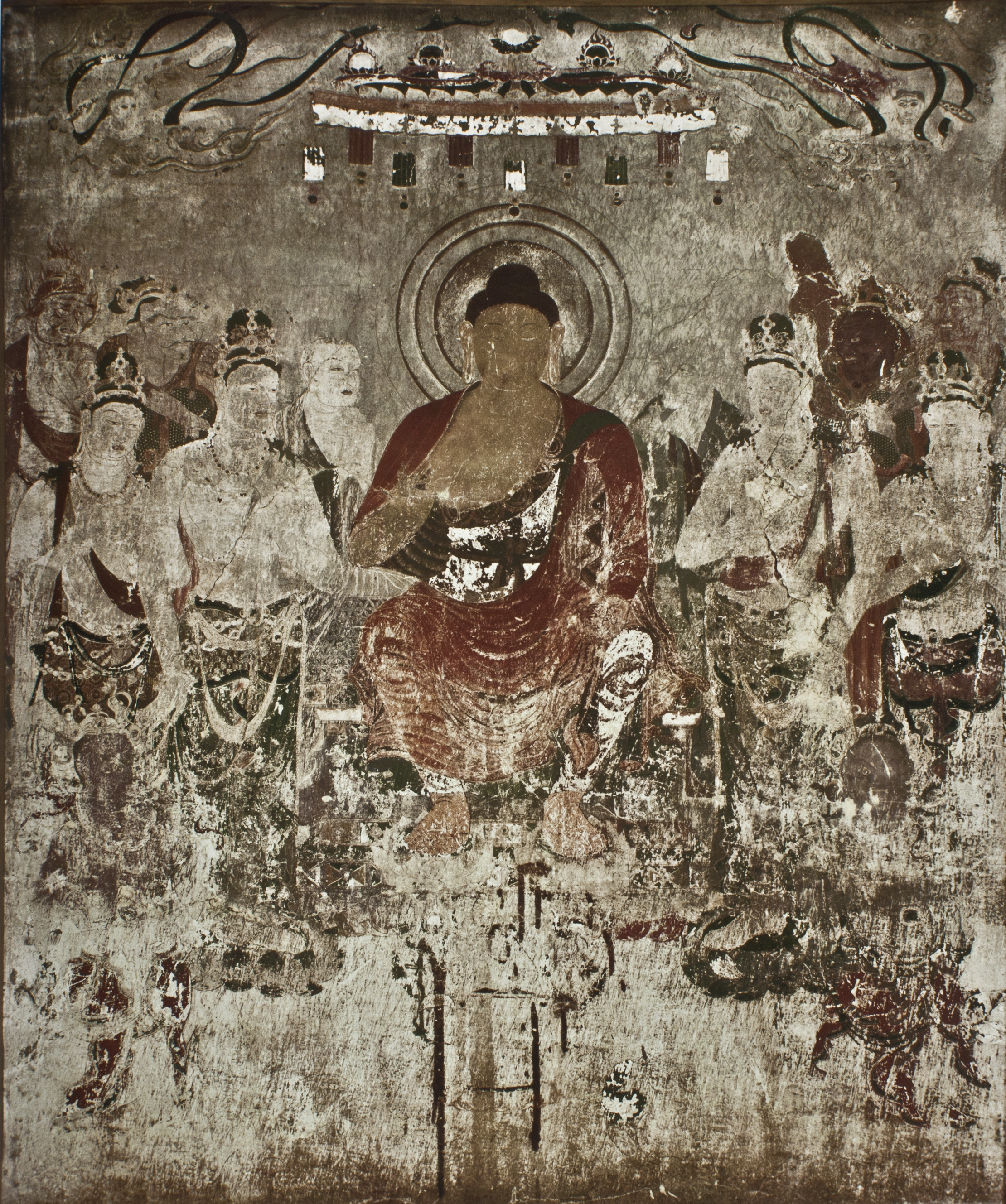
10号壁『薬師浄土図』（焼損前、画題については異説もあり）

### 外陣壁画
外陣の壁画12面のうち、1号、6号、9号、10号の4面の大壁には三尊仏を中心にした浄土図が表され、残り8面の小壁には各1体ずつの菩薩像が表されている。大壁4面の主題については、1号壁＝釈迦浄土図、6号壁＝阿弥陀浄土図、9号壁＝弥勒浄土図、10号壁＝薬師浄土図とするのが通説となっているが、異説もある。
鎌倉時代、法隆寺僧の顕真の撰になる『聖徳太子伝私記』には金堂壁画について言及している部分があり、東の壁（1号壁）は宝生如来、西の壁（6号壁）は阿弥陀如来、北の裏戸の西脇壁（9号壁）は釈迦如来、北の裏戸の東脇壁（10号壁）は薬師如来を主尊とした浄土を描いたものだとしている。近代以降、壁画に対する美術史的研究が進展するとともに、『太子伝私記』説とは異なる尊名比定が行われるようになった。その1つは、四大壁の主題を『金光明経』に説かれる四方四仏を表したものであるとする説である。『金光明経』の四方四仏とは、東＝阿閦仏（あしゅくぶつ）、西＝無量寿仏（阿弥陀）、南＝宝相仏、北＝微妙声仏（みみょうしょうぶつ）である。この場合、1号壁＝阿閦、6号壁＝阿弥陀、9号壁＝微妙声、10号壁＝宝相、となる。この説は1916年（大正5年）、美術史家の瀧精一の所説によって知られるようになったが、明治時代末期に小野玄妙も同様の説を唱えていた。しかし、阿弥陀以外の阿閦、微妙声、宝相については、上代に造像例が見られないことがこの説の難点であった。
福井利吉郎は1917年（大正6年）に発表した説で瀧説を批判し、上代の四方四仏は釈迦、阿弥陀、弥勒、薬師の組み合わせに限られるので、法隆寺金堂の四大壁についてもこれらの仏の浄土を表したものだとした。その例証として、天平2年（730年）に建立された奈良・興福寺五重塔の初層には釈迦、阿弥陀、弥勒、薬師の浄土を表現した塑像群が安置されていたことを挙げている。源豊宗も1926年（大正15年）の論文で、四大壁の主題は釈迦、阿弥陀、弥勒、薬師の四仏であるとした。金堂壁画の四大壁は、東西南北の方位に正確には対応していないが（北面には大壁が2つあり、南面には大壁がない）、源説では1号壁＝南方釈迦、6号壁＝西方阿弥陀、9号壁＝北方弥勒、10号壁＝東方薬師にあたるとする。四方（東西南北）を守護する四天王像は、実際に安置される場合は、東西南北ではなく仏壇の四隅に配されるが、源説では法隆寺金堂壁画の方位のずれについても四天王の安置法と同様であると解釈する。
内藤藤一郎は1931年（昭和6年）の論文で、1号壁で主尊の周囲に描かれているのは釈迦十大弟子像であることを指摘し、図像の面から1号壁は釈迦浄土図であるとした。6号壁については中尊の印相や両脇侍が観音菩薩・勢至菩薩であることから、これを阿弥陀浄土図とみることに異論はない。残る9・10号壁については、前述のとおり、9号壁＝弥勒、10号壁＝薬師とするのが通説であるが、そのように断定する決め手に欠けている。中国や日本で弥勒像を倚像（腰かけた形の像）として表す例が多いことから、中尊を倚像とする10号壁を弥勒仏浄土とする説もある。水野清一は1965年（昭和40年）の論文で9号壁にみえる六神将像を薬師十二神将像の一部とみなし、9号壁＝薬師、10号壁＝弥勒とする説を唱えた。水野は、従来の諸説は「方位にとらわれすぎ」ていると指摘し、壁画の図像そのものを重視することの必要性を説いた。なお、松原智美は、水野説を評価しつつも、水野が「薬師十二神将像の一部」とみなした6体の像のうち4体については、八部衆のうちの4体を表したものだとしている。
- 1号壁・釈迦浄土図 - 東の大壁。裳懸座に坐す釈迦如来像と両脇侍立像からなる釈迦三尊を中心に、その左右に十大弟子が侍立する。下方には供物台とその左右に一対の獅子がおり、上方には中央に天蓋、その左右に天人が表される。釈迦如来の脇侍は文殊菩薩・普賢菩薩とする場合が多いが、本図の脇侍菩薩は図像的に文殊・普賢とは思われず、『法華経』「寿量品」に説かれる薬王・薬上菩薩を表すものとみられる。焼損前の写真を見ると、図様や色彩は比較的鮮明に残っていた。
- 2号壁・菩薩半跏像 - 東面の南端。向かって左を向き、左脚を踏み下げる菩薩像。左手に長い蓮華の茎を持つ。
- 3号壁・観音菩薩立像 - 南面の東端。向かって右を向いて立つ。右手を下げ、未敷蓮華（みぶれんげ、つぼみの状態の蓮華）を持つ。宝冠に阿弥陀の化仏（けぶつ、小型の仏像）があることから、観音菩薩（阿弥陀仏の脇侍）であることがわかる。
- 4号壁・勢至菩薩立像 - 南面の西端。向かって左を向いて立つ。勢至菩薩は観音菩薩とともに阿弥陀仏の脇侍。3号壁の観音像と対になるもので、像の輪郭線も3号壁のものと向きが反対になるだけでほぼ同じであり、同じ下絵を用いたものと思われる。焼損前から彩色の剥落が多かった。
- 5号壁・菩薩半跏像 - 西面の南端。向かって右を向き、右脚を踏み下げる菩薩像。2号壁の菩薩像と向かい合う位置にあり、一対の像であることは明らかである。2号壁と5号壁の両菩薩像については、日光・月光菩薩（薬師如来の脇侍）とする説、弥勒仏の両脇侍菩薩とする説などがあるが、今ひとつ決め手を欠き、正確な像名は未詳である。
- 6号壁・阿弥陀浄土図 - 西の大壁。蓮華座上に坐し後屏を背にする阿弥陀如来坐像と両脇侍立像（観音菩薩、勢至菩薩）の三尊像を中心に、下部に17体、上部に8体、計25体の菩薩像を表す。この図様は浄土三部経の1つ『無量寿経』所説の浄土を表すものと解釈されている。制作が優れ、法隆寺金堂壁画の中でも代表作として知られたものである。焼損前の写真でも画面の下半分は剥落が激しく、図様が明確でない。
- 7号壁・観音菩薩立像 - 西面の北端。体勢は正面向きに近く、わずかに向かって左を向いて立つ。宝冠に阿弥陀の化仏（けぶつ、小型の仏像）があることから、観音菩薩であることがわかる。焼損前から剥落甚大であった。
- 8号壁・文殊菩薩坐像 - 北面の西端。向かって右を向いて坐す。図像的特色からは尊名の確定が困難であるが、この絵と対をなす11号壁が普賢菩薩（釈迦如来の右脇侍）像であることから、8号壁の像は文殊菩薩（釈迦如来の左脇侍）像であると判断される。焼損前の写真を見ても画面に亀裂が目立つ。
- 9号壁・弥勒浄土図（異説もあり） - 北壁扉の西側の大壁。蓮華座上に坐す如来像と両脇侍像からなる三尊像を中心に、天部2体、八部衆のうち4体、羅漢2体、力士2体の計13体を表す。下方には供物台とその左右に一対の獅子がおり、上方には中央に天蓋、その左右に天人が表される。焼損前の写真を見ても、西日が当たる位置にあったためか、全体に剥落が激しく、図様がはっきりしない。
- 10号壁・薬師浄土図（異説もあり） - 北壁扉の東側の大壁。倚像の如来像と両脇侍像からなる三尊像を中心に菩薩2体、羅漢2体、神将4体、力士2体などを表し、下方には供物台とその左右に一対の獅子がおり、上方には中央に天蓋、その左右に天人が表される。焼損前の写真を見ると、比較的保存状態はよいが、薬師如来像の顔面や肉身が変色して黒ずんでいた。
- 11号壁・普賢菩薩坐像 - 北面の東端。象の上の蓮華座に向かって左を向いて坐す。図像的特色（象の上に乗る）から、普賢菩薩像であるとわかる。8号壁の文殊菩薩像と対をなす。
- 12号壁・十一面観音立像 - 西壁の北端。8つの小壁に描かれた菩薩像のうちでは唯一、真正面向きに立つ。向かい合う位置にある7号壁の観音菩薩像と対をなす。

### 内陣小壁画
前述のように20面が現存するが、20面とも図様はまったく同じで、飛翔する天人2体を表す。全て同じ下絵を用いて制作されたものと思われる。サイズは縦約71cm、横は約136cmである。直射日光があまり当たらなかったと思われる北面の14号壁、16号壁などが保存状態が良い。

## 技法・様式
オリジナルの壁画は土壁に白土下地を施した上に彩色されていた。使用されていた画材は以下のとおりである。
- 赤系 - 朱（辰砂）、弁柄、鉛丹
- 黄色系 - 黄土、密陀僧
- 青系 - 緑青、群青（藍銅鉱）
- 紫 - 存在するが、画材は未詳。（現在は茶色に変色。）
- 黒 - 墨

金堂壁画は、原寸大の下絵を壁面に転写した後、彩色されている。下絵を壁面に転写するには念紙法、押圧線引法という2つの技法が使われたと推定されている。念紙法は、下絵の裏面に色粉（木炭、弁柄など）を置き、これを壁面に乗せ、ヘラなどで輪郭線をなぞり、カーボンコピーの要領で画像を壁面に写し取るものである。押圧線引法は下絵を壁面に乗せ、先のとがった棒などで輪郭をなぞり、壁面に凹線を刻むものである。
下絵の転写後、彩色のうえ、輪郭線を弁柄で書き起こすという技法で制作されている。彩色は赤系と緑系のコントラストを強調し、立体感を出すために隈取りを多用している。また、衣などに繧繝彩色（うんげんさいしき、色彩の濃淡を細い色帯を並べて表す技法）が用いられている。書き起こしの線は鉄線描と呼ばれる、肥痩のない力強い線で描かれている。法隆寺壁画についてインドのアジャンター石窟群との類似が説かれることもあるが、上述のような様式的特徴は敦煌の莫高窟などの初唐絵画に見られるもので、直接的には中国絵画の影響を受けたものと思われる。作者については明らかでないが、壁面によって作風の違いがみられることから、数人の共同制作と推定されている。金堂は、法隆寺で仁王会が行われた持統天皇7年（693年）までには建立されていたと推定されており、壁画の制作時期は7世紀最末期から8世紀のごく初期頃と思われる。

## 壁画保存の歴史

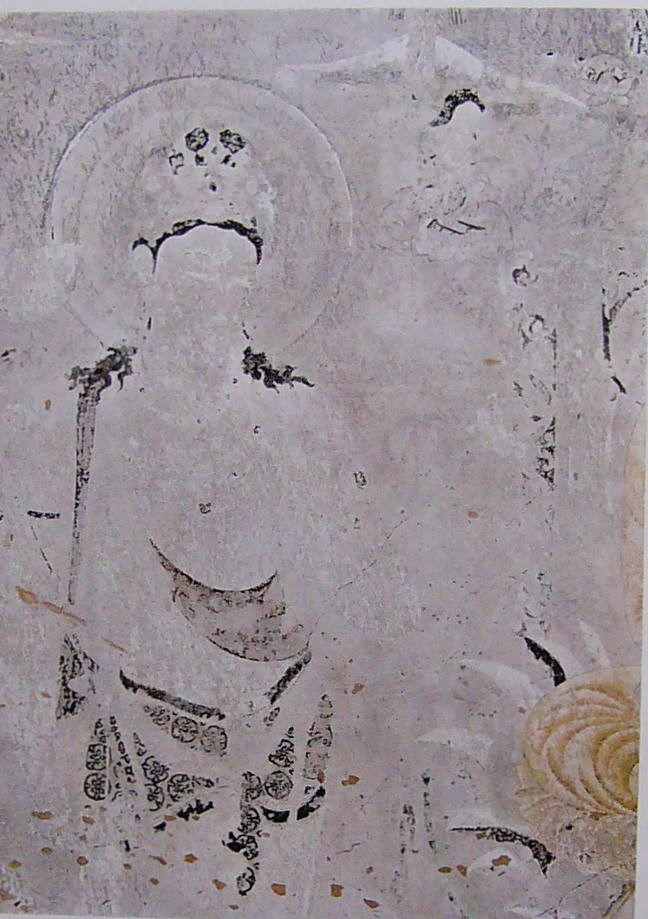
6号壁阿弥陀浄土図の部分（焼損後）

### 大正時代まで
天平19年（747年）の『法隆寺資財帳』には壁画についての記載が見られない。しかしこれは当時壁画が存在しなかったということではなく、壁画は金堂の建物と一体のものとして「資財」とはみなされていなかったものと推定されている（8世紀後半の制作とする説もある）。壁画について言及した最古の文献は、嘉承元年（1106年）頃に大江親通が著した『七大寺日記』である。ここで大江親通は壁画を「鞍作鳥」すなわち、法隆寺金堂本尊の作者である止利仏師の筆としており、当時そのような伝承のあったことがわかる。鎌倉時代、法隆寺の僧・顕真が著した『聖徳太子伝私記』も壁画の筆者を鞍作鳥としている。
江戸時代中頃に伽藍修復の喜捨を募るために、金堂の公開が行われたことから金堂壁画への関心が高まった。嘉永5年（1852年）に養鸕徹定の侍僧祐参によって記録に残る最古の模写が行われ、現在は山梨県の放光寺に所蔵されている。この時行われた模写は原色を使用した想定復原模写であり、現状模写では無い。
明治時代になってヨーロッパからの来訪者が日本美術に関心を示すようになり、金堂壁画もその対象となった。1883年（明治16年）にパリの美術商ジーグフリート・ジングの息子マルセル・ビングの嘱託によって奈良県の画家モリモト・シンザンが6号壁壁画の模写を行い、現在はギメ美術館に収蔵されている。翌1884年（明治17年）にはアーネスト・サトウの嘱託によって、復古やまと絵派の画家田中有美の門人桜井香雲が9号壁壁画の模写を行っている。模写はウィリアム・アンダーソンのアンダーソン・コレクションに加えられ、現在は大英博物館に収蔵されている。外国人からの評価によって金堂壁画の貴重さや芸術的価値が徐々に認められるようになり、1887年（明治20年）頃に帝室博物館のために香雲が再度模写を行っている（模写は東京国立博物館蔵）。
また、1907年（明治40年）から1931年（昭和6年）頃にかけて鈴木空如という画家も模写を行っている（模写は秋田県大仙市所蔵）。
古社寺保存法（文化財保護法の前身にあたる旧法）が公布された1897年（明治30年）には壁画をガラスで覆って保護することが検討されたが実現はしなかった。1915年（大正4年）には文部省に法隆寺壁画保存方法調査委員会が設置されたが、これはその2年前に死去した岡倉覚三（天心）の発案によって設置されたものであった。この委員会は4年後の1919年（大正8年）に科学的保存方法についての報告を出した後、解散。壁画の科学的保存処置については、一部の壁で試験が行われたのみで具体的には進展しなかった。この間、1917年（大正6年）には壁画を保護するためのカーテンが設置され、翌年から壁画は春秋の一定期間のみ公開することになった。

### 昭和時代以降
1934年（昭和9年）には文部省に法隆寺国宝保存事業部が設置され、法隆寺伽藍のいわゆる「昭和大修理」が国の主導で進められることとなった。1939年（昭和14年）には文部省に改めて法隆寺壁画保存調査会が設置され、美術や歴史の専門家のほか、自然科学の専門家も参加して壁画の劣化防止と保存の対策が検討された。壁画を従来どおり金堂内で保存する方法と、取り外して別途保存する方法とが検討されたが、壁画の取り外しについては寺側が信仰上の理由から反対し、結論はなかなか出なかった。
この間、1935年（昭和10年）には京都の美術書出版社である便利堂が壁画の原寸大写真を撮影した。オリジナルの壁画が焼損した今では、この写真が貴重な資料となっている。便利堂では、壁画を数十枚の部分に分けて撮影した原寸大モノクロ写真のほか、赤外線写真や色分解写真も撮影している。当時の日本ではカラーフィルムが普及していなかったため、フィルターを用いた4色分解によるカラー写真が撮影された。便利堂は1938年（昭和13年）にはコロタイプ印刷による壁画の複製を製作している。
科学的保存方法の検討とは別に、壁画の現状模写を制作することになり、当時の代表的な日本画家4名が分担して、1940年（昭和15年）から模写が開始された。しかし、日本が太平洋戦争に突入し、1942年（昭和17年）頃に模写事業は中断した。終戦間際の1945年（昭和20年）には金堂の解体作業が始まった。この解体は修理のためでもあったが、戦火を避けるために美術品だけでなく、建造物も貴重なものは解体して部材を疎開させようという意味もあった。金堂は上層部分の部材が解体され、初層と上層の間の天井板まで外された段階で終戦を迎えた。

### 焼損

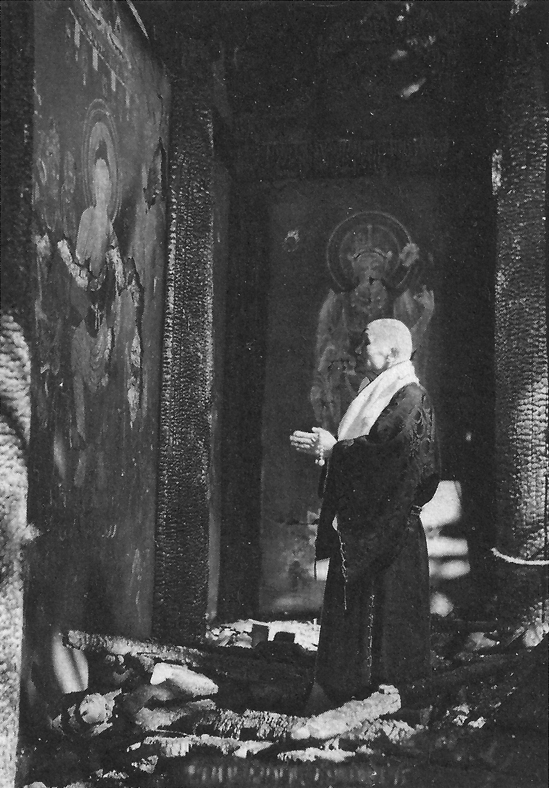
焼損壁画に合掌する法隆寺の佐伯定胤貫主（1949年1月26日撮影、翌日付の『朝日新聞』に掲載されたもの。佐伯が手を合わせているのは10号壁、背景は12号壁）。

1949年（昭和24年）1月26日の早朝、金堂に火災が発生した。当日の『東京日日新聞』『報知新聞』の報道によれば、午前5時頃に住職の佐伯定胤が朝の勤行を行った際には異状がなかったが、午前7時20分頃に出火し、午前9時前後に鎮火。原因については、公式には壁画模写の画家が使っていた電気座布団から出火したとされているが、模写に使用した蛍光灯用の電熱器が火元とする説、放火説などがあり真相は不明である。出火当時、金堂は前述のように半解体されており、天井より上の上層部分と裳階部分の部材は解体済みだったため難を免れた。また、内部に安置されていた釈迦三尊像等の仏像も大講堂、大宝蔵殿等に移座されていたため無事だったが、壁画は蒸し焼き状態になり、初層の柱、頭貫、組物なども表面が黒焦げになってしまった。なお、法隆寺金堂壁画についてはしばしば「焼失した」と表現されているが、後述のように、オリジナルの壁画は黒焦げになったとはいえ現存しているので、「焼損した」とするのが妥当である。
焼損した壁画はアクリル樹脂と尿素樹脂を注入し硬化され、1954年（昭和29年）10月から翌年3月にかけて再組み立てされ、寺内の食堂（じきどう）東側に建設された収蔵庫に収められた（東京国立博物館法隆寺宝物館に移転保存する計画もあったが、信仰上の理由などもあり結局は法隆寺に残された。）。この収蔵庫には焼け焦げた壁画と柱などの部材が従前の配置のままに置かれているが、保存上の理由から普段は一般には公開されていない。金堂は、解体中で被災を免れた部材は再利用し、焼損した初層軸部の部材は新材で復元したうえで、1954年（昭和29年） に竣工した。
火災後の壁画は、色彩がほとんど失われ、輪郭線が辛うじて残ってネガフィルムのような状態になっている。使用された絵具の内、弁柄のみは火災後も化学変化を起こさずに残存しており、輪郭線も弁柄で描き起こされていたため残っている。壁画のうち、1号大壁、10号大壁などは焼損後も比較的図様が残っており、12号壁の十一面観音像は全体の図様や衣の文様なども鮮明に残っている。一方、壁画中の最高傑作といわれた6号壁の『阿弥陀浄土図』は甚大な被害を受けている。中尊の阿弥陀如来像の顔のあった部分には消火ホースを通すための穴が開き、この部分の図様は完全に失われている。向かって右の脇侍像（観音菩薩）は、世界文化遺産切手の図案にもなった著名な絵だったが、顔の部分の絵具はほとんど失われている。大小壁上部の山中で修行する羅漢図は焼失したが模写が残る。
これらの焼損壁画は通常は一切公開されていないが、法隆寺の世界文化遺産（法隆寺地域の仏教建造物）登録を記念し、1994年（平成6年）11月1日から11月23日にかけて、抽選で当選した人にのみ特別公開された。また毎年7月下旬に行われる法隆寺夏季大学の参加者には特別伽藍見学として公開されている。
焼損した壁画と焼け残った内陣小壁の『飛天図』は1958年（昭和33年）2月8日、「金堂外陣旧壁画（土壁）12面」「金堂内陣旧壁画（土壁）20面」として重要文化財に指定された。

## 壁画の模写（1940年〜）

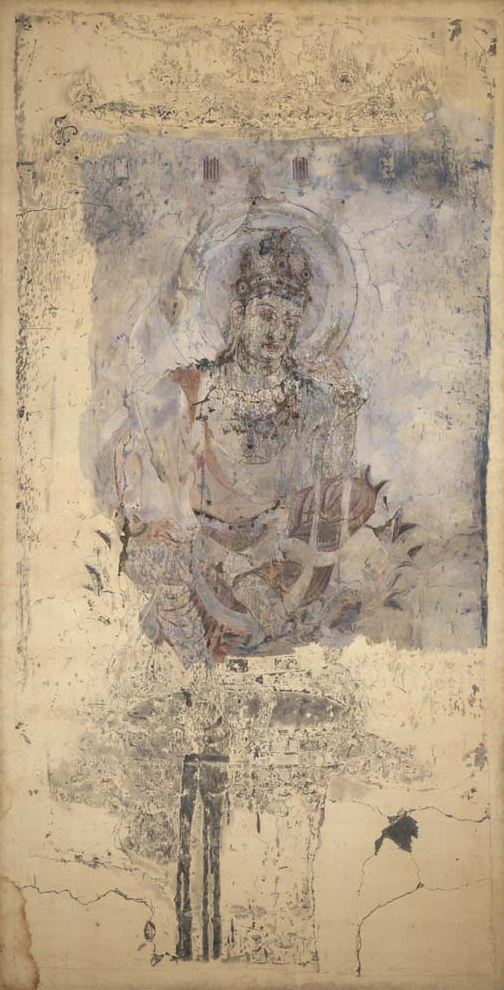
和田英作（洋画家）による5号壁の模写（未完）

1940年（昭和15年）から始まった壁画の模写は、以下の4名の画家がそれぞれ数名の助手を率いて担当した。
- 荒井班 - 荒井寛方（1878 - 1945年）2、10号壁
- 入江班 - 入江波光（1887 - 1948年）6、8号壁
- 中村班 - 中村岳陵（1890 - 1969年）1号壁（未完成）、5号壁
- 橋本班 - 橋本明治（1904 - 1991年）9号壁（未完成）、11号壁（未完成）

4名のうち、荒井寛方（あらいひろかた）と入江波光（いりえはこう）の2名は当時においてもさほど高名な画家ではなかったが、美術史家滝精一の推挙で大役を任されたものである。荒井はインドのアジャンター石窟群の壁画を模写した経験が評価された。入江は大正時代に土田麦僊、村上華岳らが創設した国画創作協会のメンバーであったが、1928年（昭和3年）に同協会の日本画部が解散してからはもっぱら古画の模写に没頭し、模写専門の画家といって差し支えない存在であった。
荒井、入江、中村、橋本の各班はそれぞれ大壁1面、小壁2面ずつを受け持つことになり、1号、6号、9号、10号の4つの大壁をどの班が受け持つかは抽選で決めた。8面ある小壁については、2、5、8、11号の4面はそれぞれ担当が決まったが、残りの4面はどの班が担当するか未定のままで、結局着手されなかった。着手された模写についても、橋本班担当の9、11号壁、中村班担当の1号壁などは未完成に終わっている。
当時、模写を日本画と洋画のいずれで行うかについて壁画保存調査会で論争があり、洋画家の和田英作（1874 - 1959年）は「法隆寺壁画の色彩は洋画でなければ出せない」と主張したのに対し、安田靫彦らの日本画家たちは「あの線は日本画でなければ描けない」と主張して互いに譲らなかった。結局、模写は日本画で行うことになったが、それとは別に和田英作は個人として油絵での模写を行うことになった。和田が模写したのは5号壁だが、これも未完に終わっている。
模写は1940年（昭和15年）から始まり、金堂内では、当時日本では軍事用以外には使われていなかった最新機器である蛍光灯が照明として使われた 。模写方法は、便利堂が撮影した原寸大写真を和紙に薄くコロタイプ印刷したものに彩色をしていく方法であった。ただし、4班のうちで入江班だけはこの方法を取らず、「上げ写し法」と呼ばれる伝統的な模写技法を頑なに守って制作した。上げ写し法とは、古画の原本や写真版の上に薄い和紙を重ね、透けて見える線をよく観察した後、和紙を持ち上げ、原画を見ながら線を引くというものである。この時用いられた和紙は「神宮紙」というもので、明治神宮外苑の聖徳記念絵画館に飾られる明治天皇の生涯を描いた絵画制作のため高知県で特別に漉いた紙であった。京都出身の入江と、関東から来た他の3名との間には、模写方法の違いだけでなく、何かと対立があったという。
模写作業は狭い金堂の中の狭い足場の上で行われる困難な作業で、なかなか進捗しない上に、手当も極めて安かった。そして、戦時色が濃くなった1942年（昭和17年）頃には模写作業は中断されてしまった。模写は戦後に再開されるが、荒井、入江の両名はそれぞれ1945年、1948年に他界しており、壁画焼損のニュースも知ることはなかった。なお、入江班の助手の中には、後に悪役俳優として著名になる吉田義夫がいた。

## 壁画の模写（1967年〜）
前述のとおり、一部部材を焼損した法隆寺金堂は1954年（昭和29年）に解体修理を終えて復旧したが、壁画の描かれていた壁は空白のままであった。その後1967年（昭和42年）に至って、法隆寺の発願、朝日新聞社の後援で改めて再現壁画を制作して壁にはめ込むことになった。担当した画家は以下の14名である。
- 安田班 - 安田靫彦（1884 - 1978年）、羽石光志、岩橋英遠、吉田善彦 - 2、4、6号壁
- 前田班 - 前田青邨（1885 - 1977年）、近藤千尋、守屋多々志、平山郁夫 - 3、10、12号壁
- 橋本班 - 橋本明治（1904 - 1991年）、野島青茲、大山忠作 - 8、9、11号壁
- 吉岡班 - 吉岡堅二（1906 - 1990年）、稗田一穂、麻田鷹司 - 1、5、7号壁

1940年から始まった前回の模写の時と違い、今回は法隆寺の現場ではなく、各自のアトリエで制作が行われた。技法は、和紙に原寸大写真をコロタイプ印刷したものに彩色していくものである。和紙は福井県の岩野製紙所で製造したもので、普通の大きさの和紙を「喰い裂き」と呼ばれる技法で、見た目には継ぎ目がわからないようにして繋ぎ、縦約3.1メートルの巨大な画面を作った。絵具は京都の岩田放光堂で特別に調整した。今回の模写には橋本明治が引き続き参加したほか、吉岡、吉田、近藤、野島、大山も前回の模写に助手として参加していた画家である。この再現壁画は1967年から制作を開始し、1年足らずの短期間で翌1968年（昭和43年2月）に完成、パネルにはめ込んだ上で金堂の壁に設置された。同年11月に開眼法要が営まれ、法隆寺金堂内部はようやく火災前の姿に戻った。
法隆寺では、毎年1月26日（金堂火災の起きた日）、金堂と収蔵庫にて「金堂壁画焼損自粛法要」が営まれ、その後、防火訓練が行われている。

## 『山中羅漢図』の復元
『山中羅漢図』は粉々になって一部の破片しか現存しないが、デザイン会社取締役の松田真平が古写真などから復元に取り組んでいる。松田はコンピュータグラフィックス（CG）も活用し、他の壁画の着色復元や研究も進めている。松田は、羅漢図は法隆寺からの眺めを参考にしており、背景の山々は二上山の雄岳と大和葛城山、手前の丘は藤ノ木古墳がモデルと推測している。

## ギャラリー

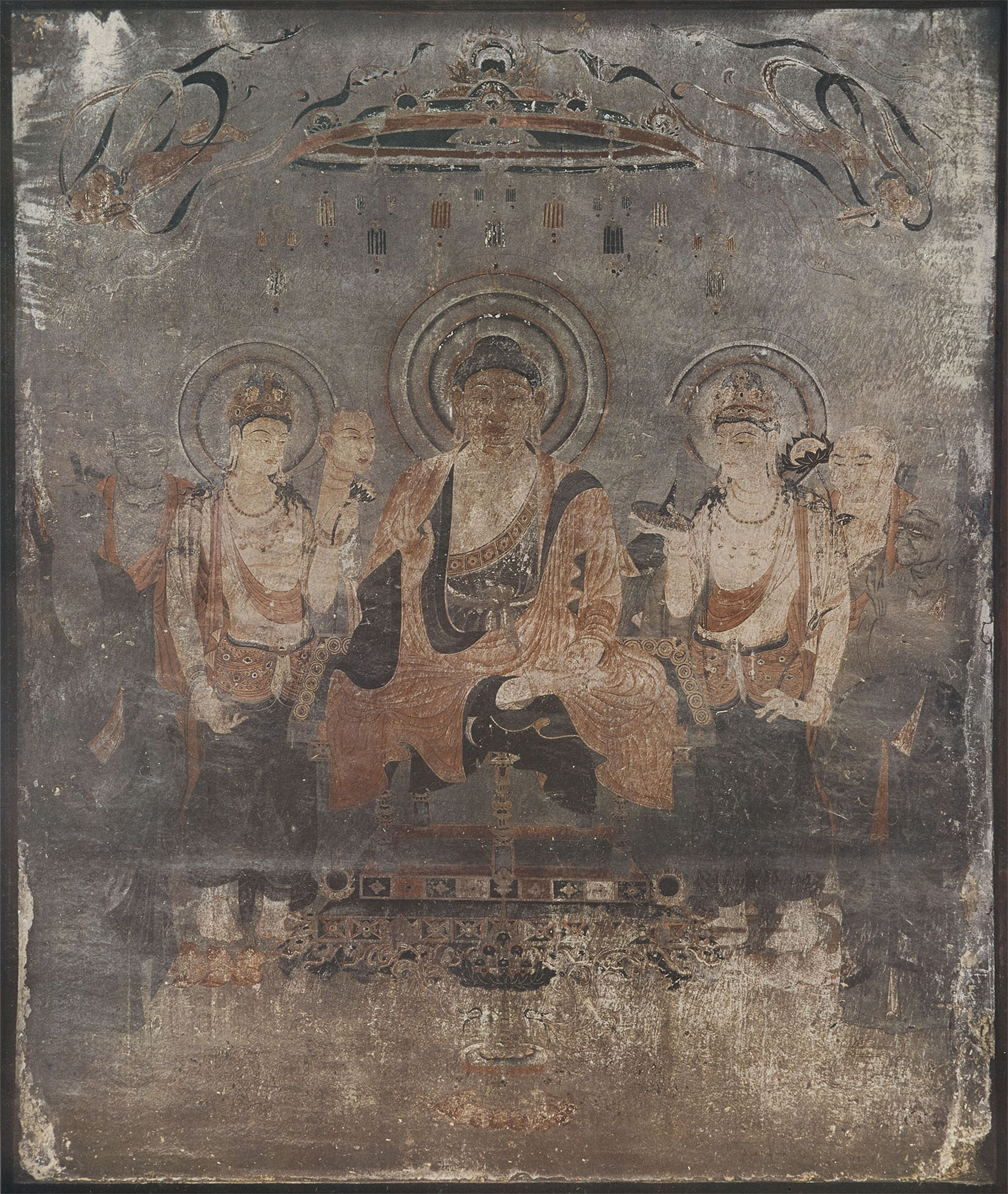
1号壁
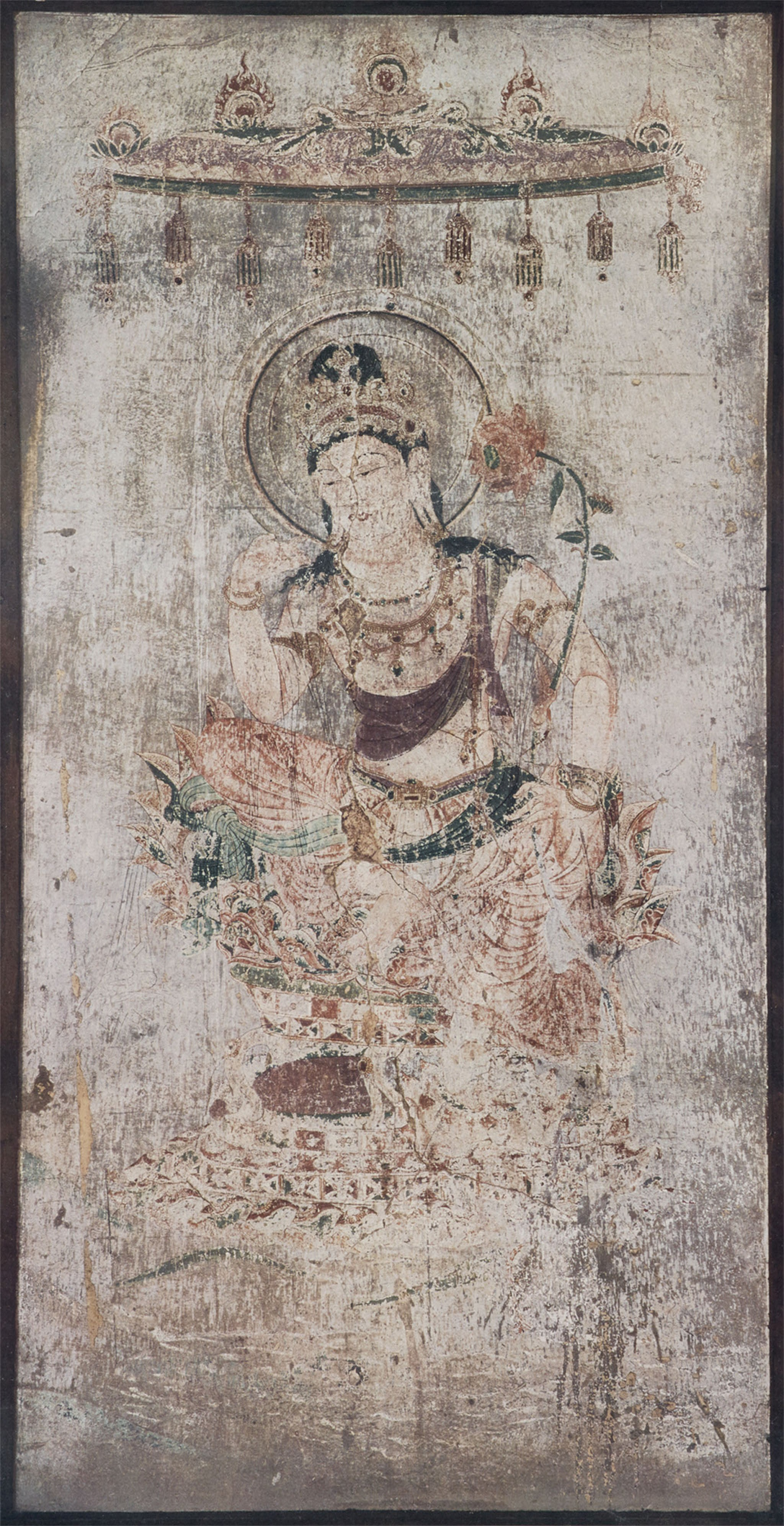
2号壁
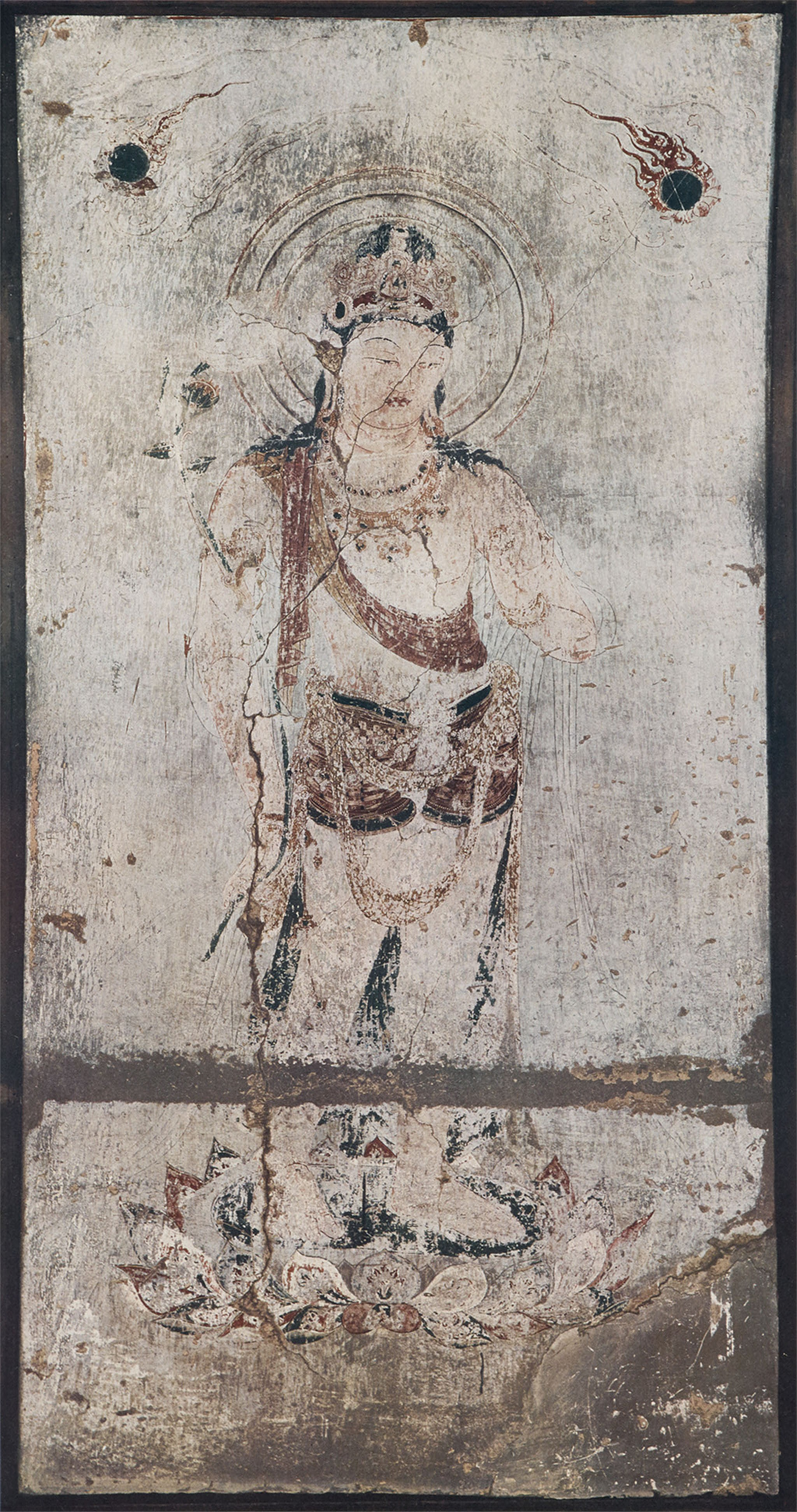
3号壁
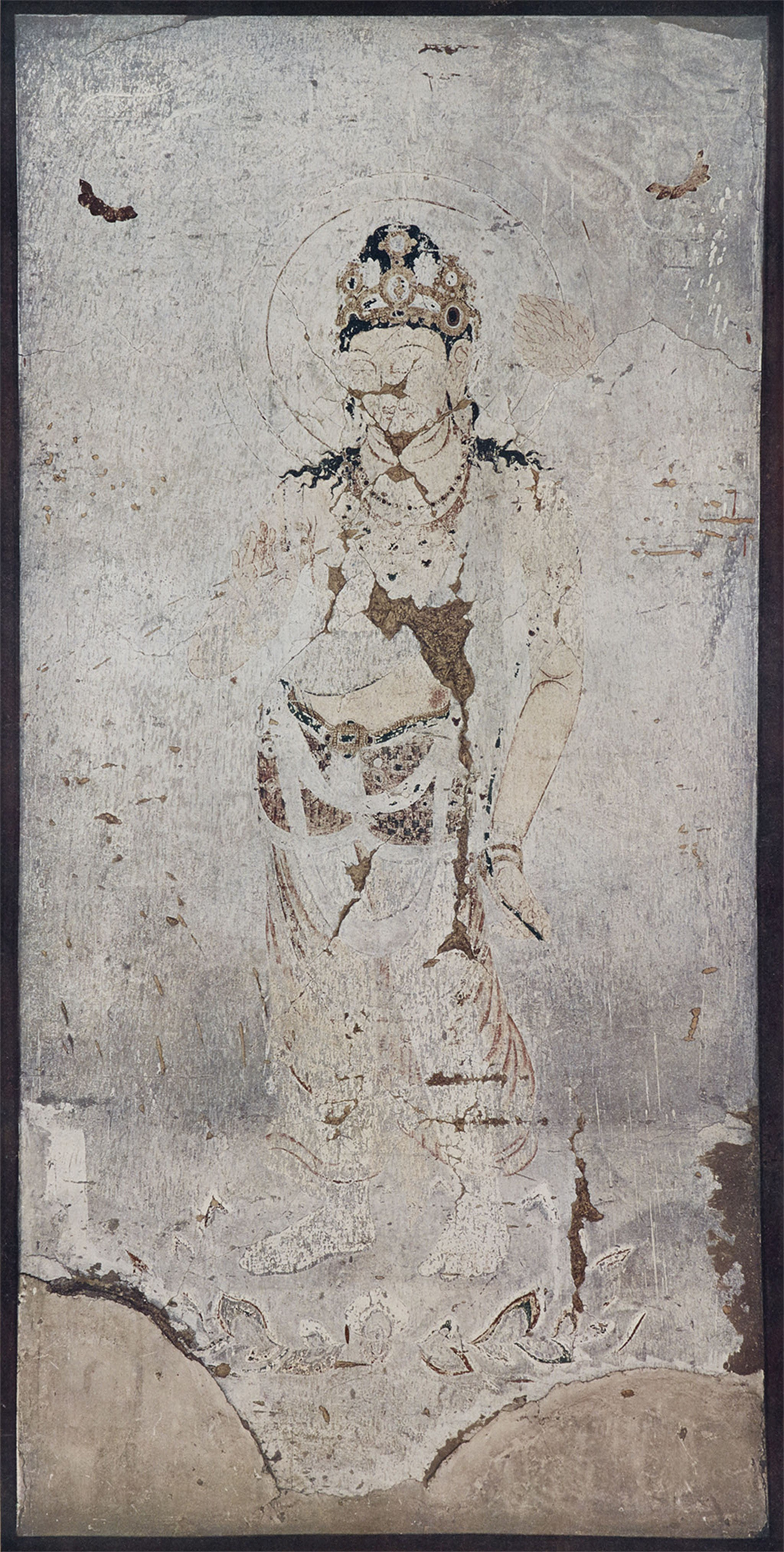
4号壁
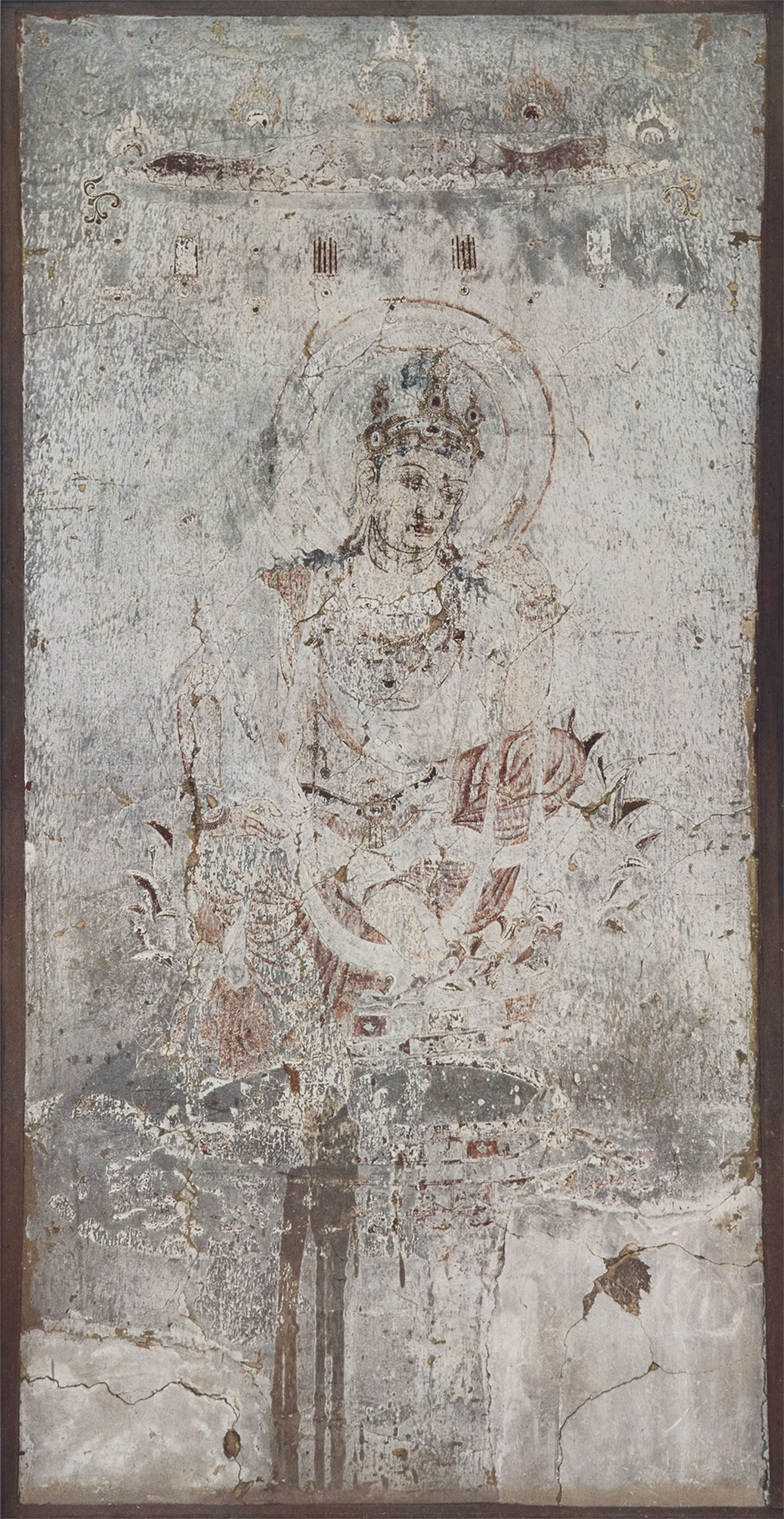
5号壁
6号壁
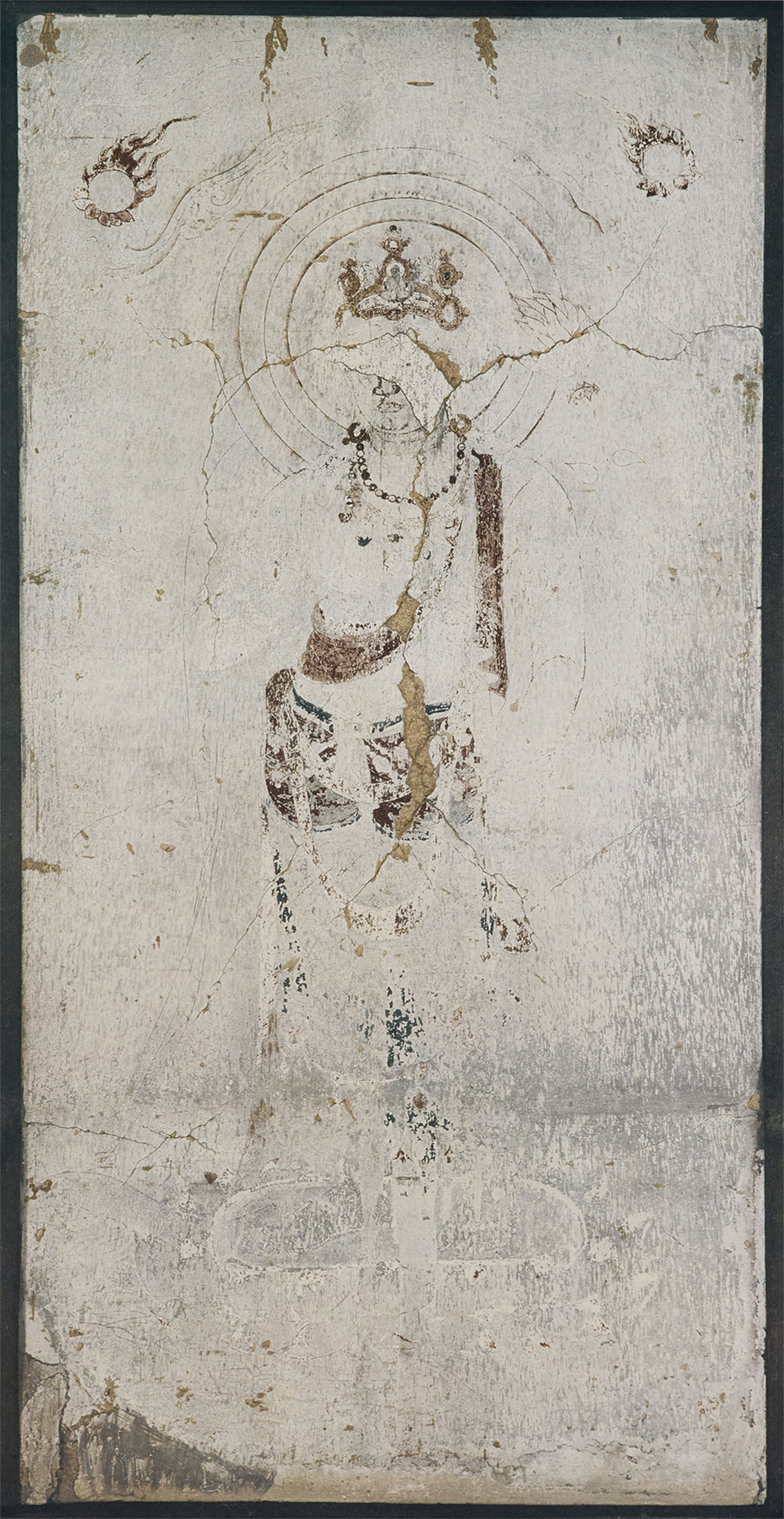
7号壁
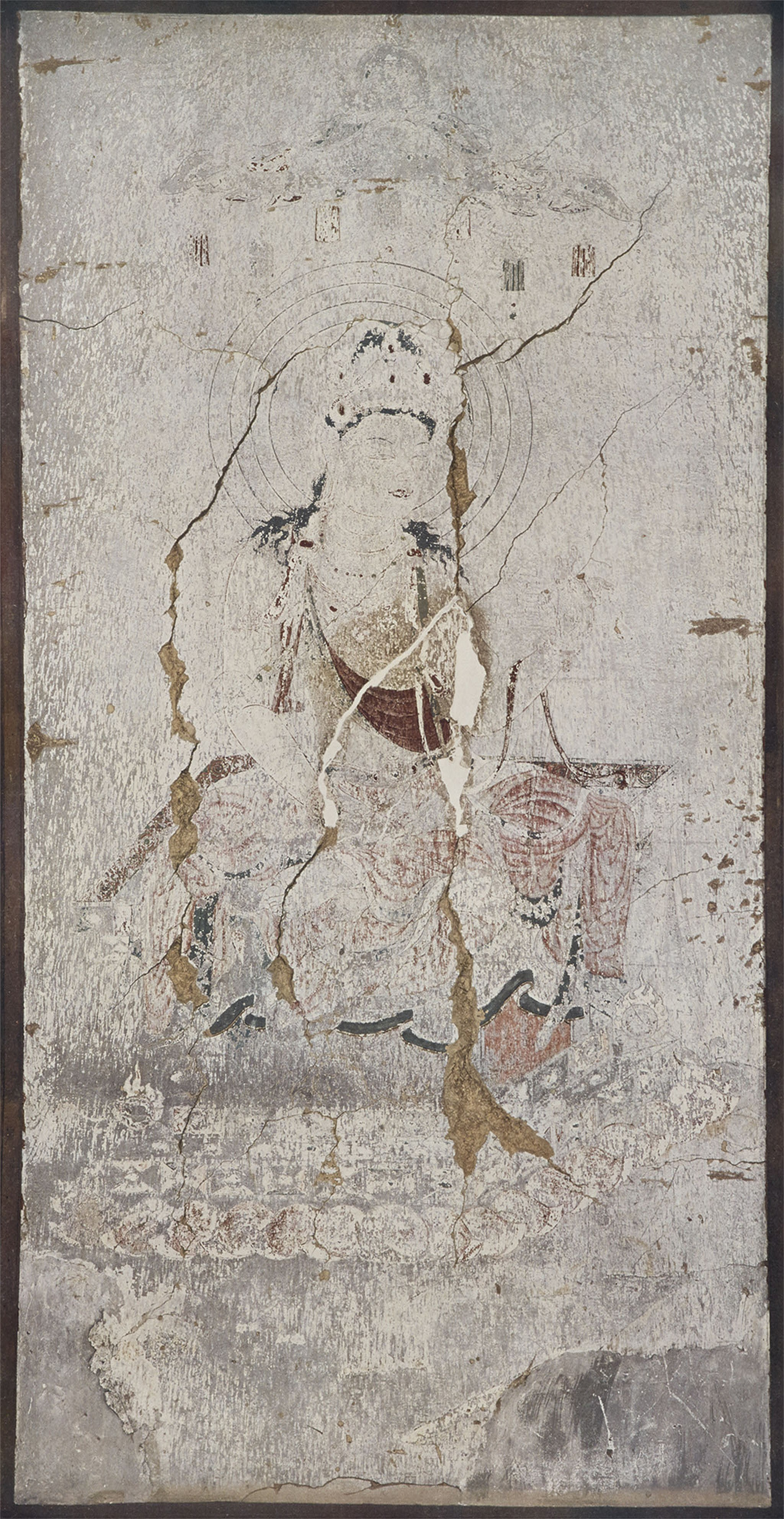
8号壁
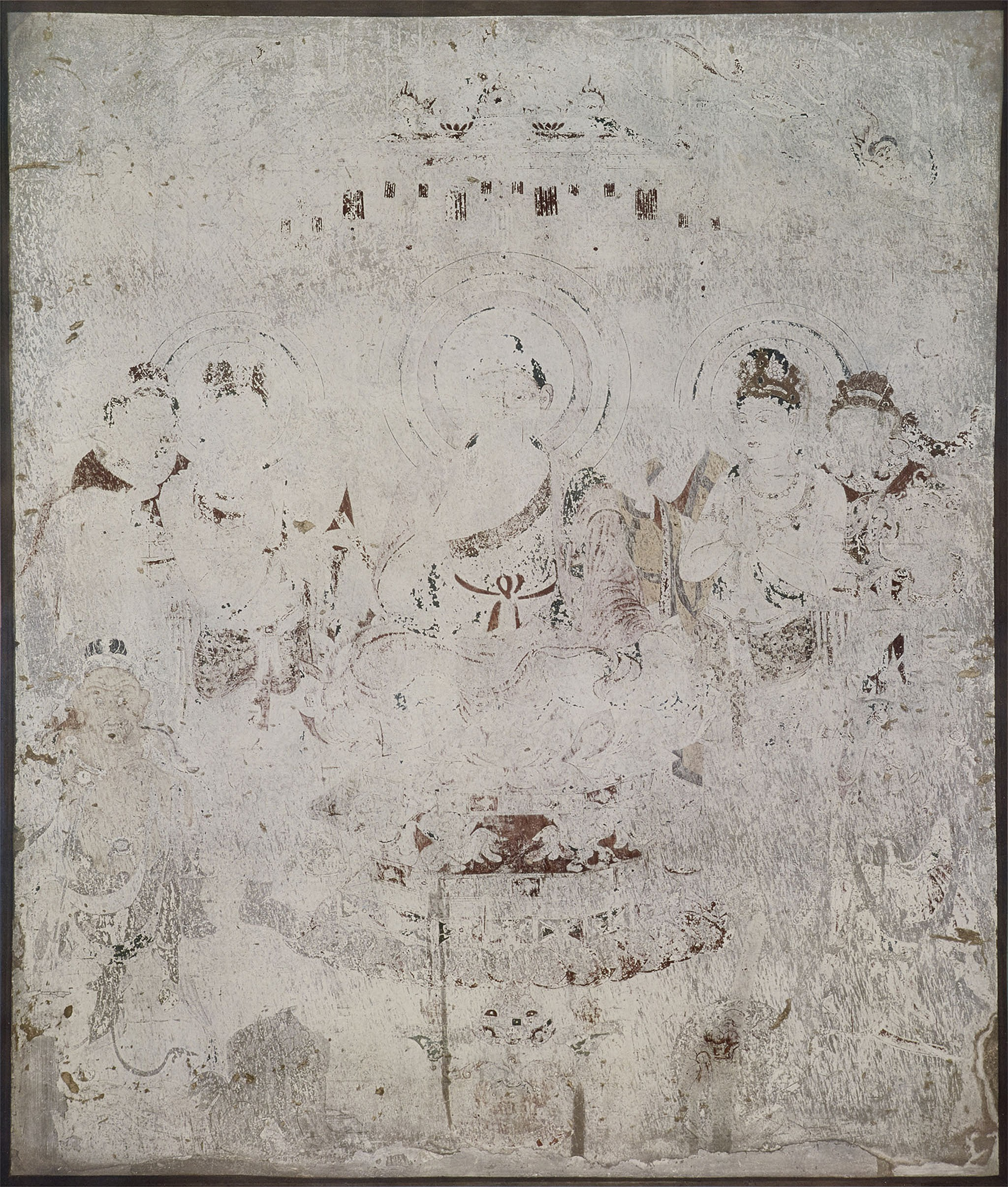
9号壁
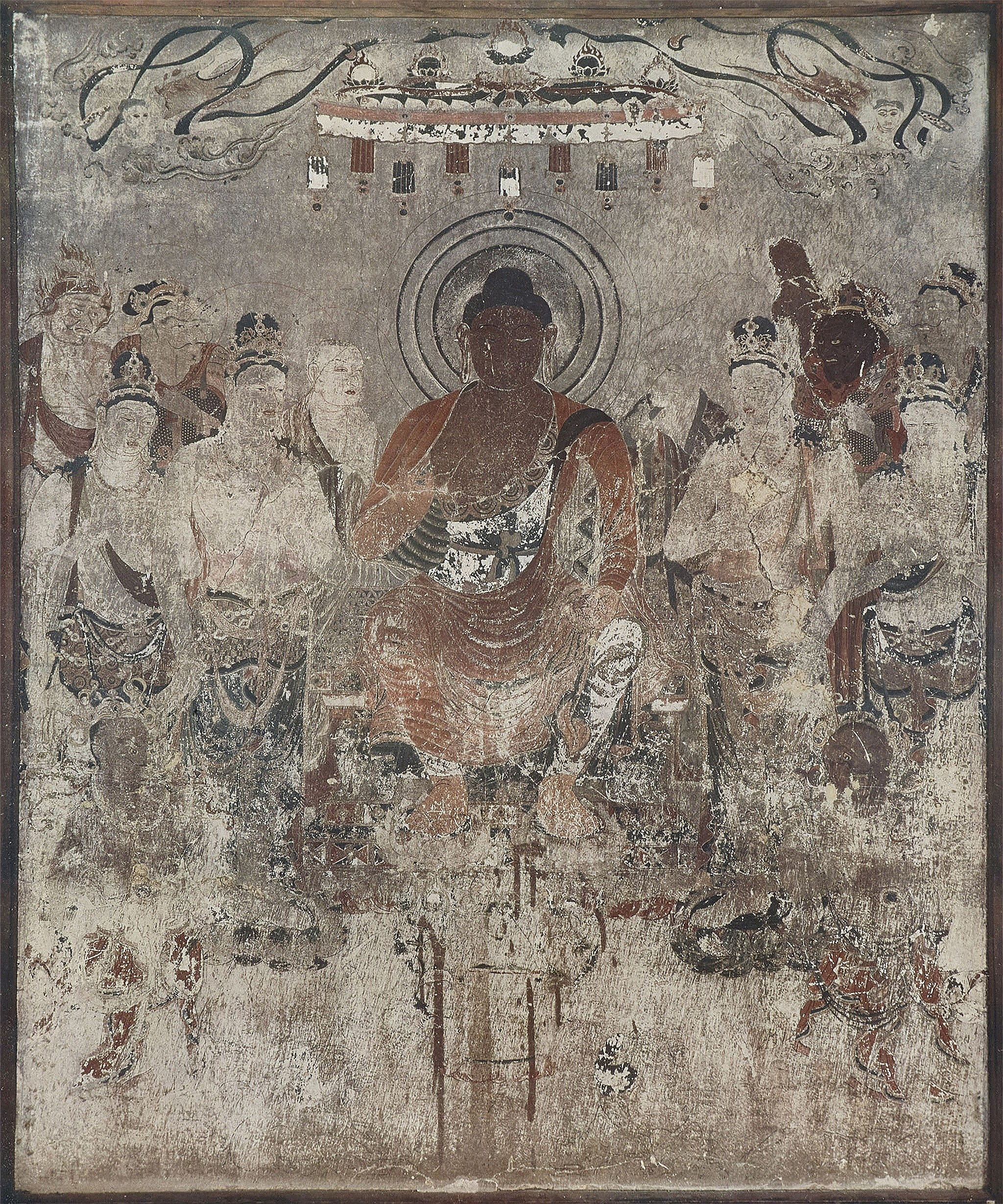
10号壁
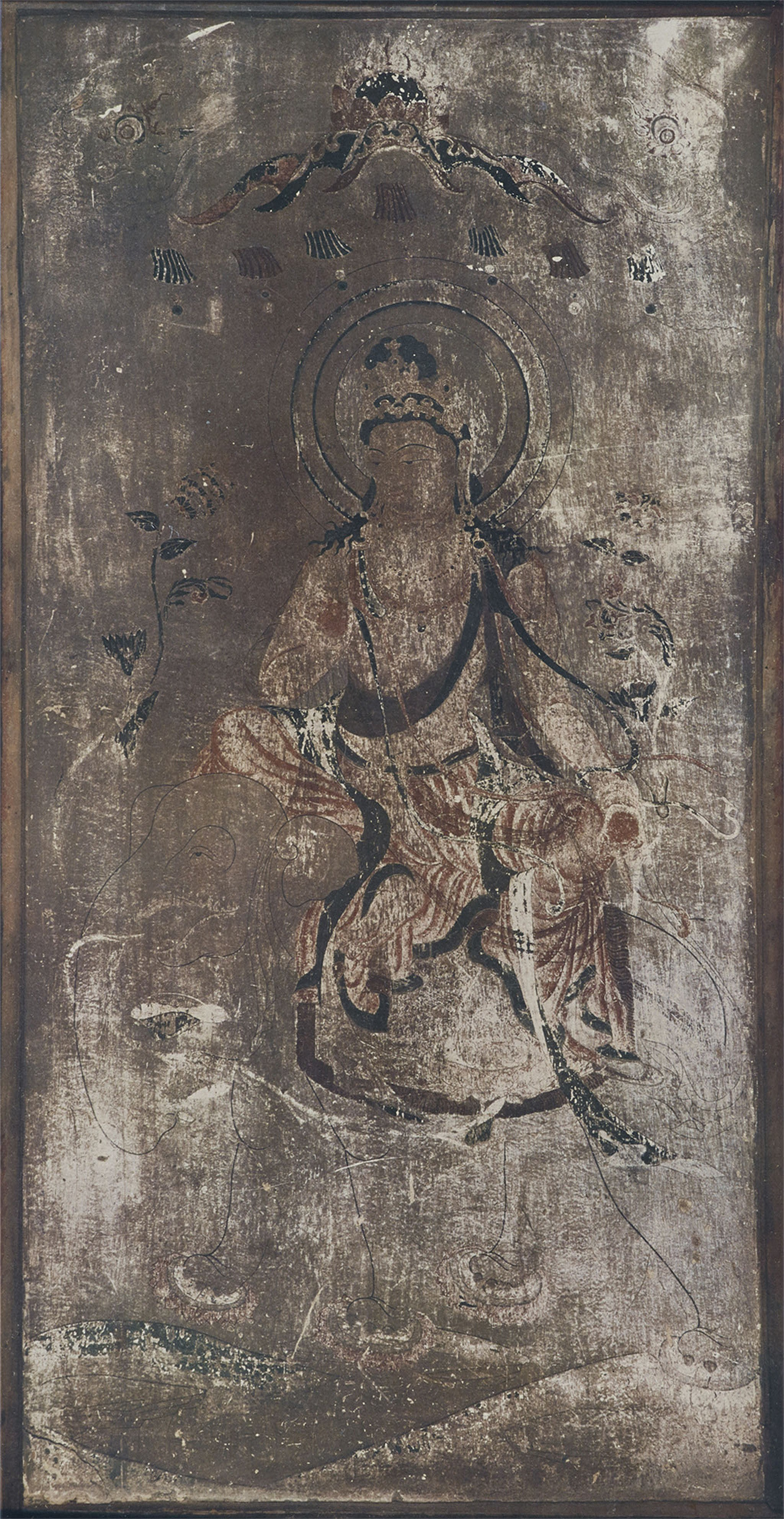
11号壁
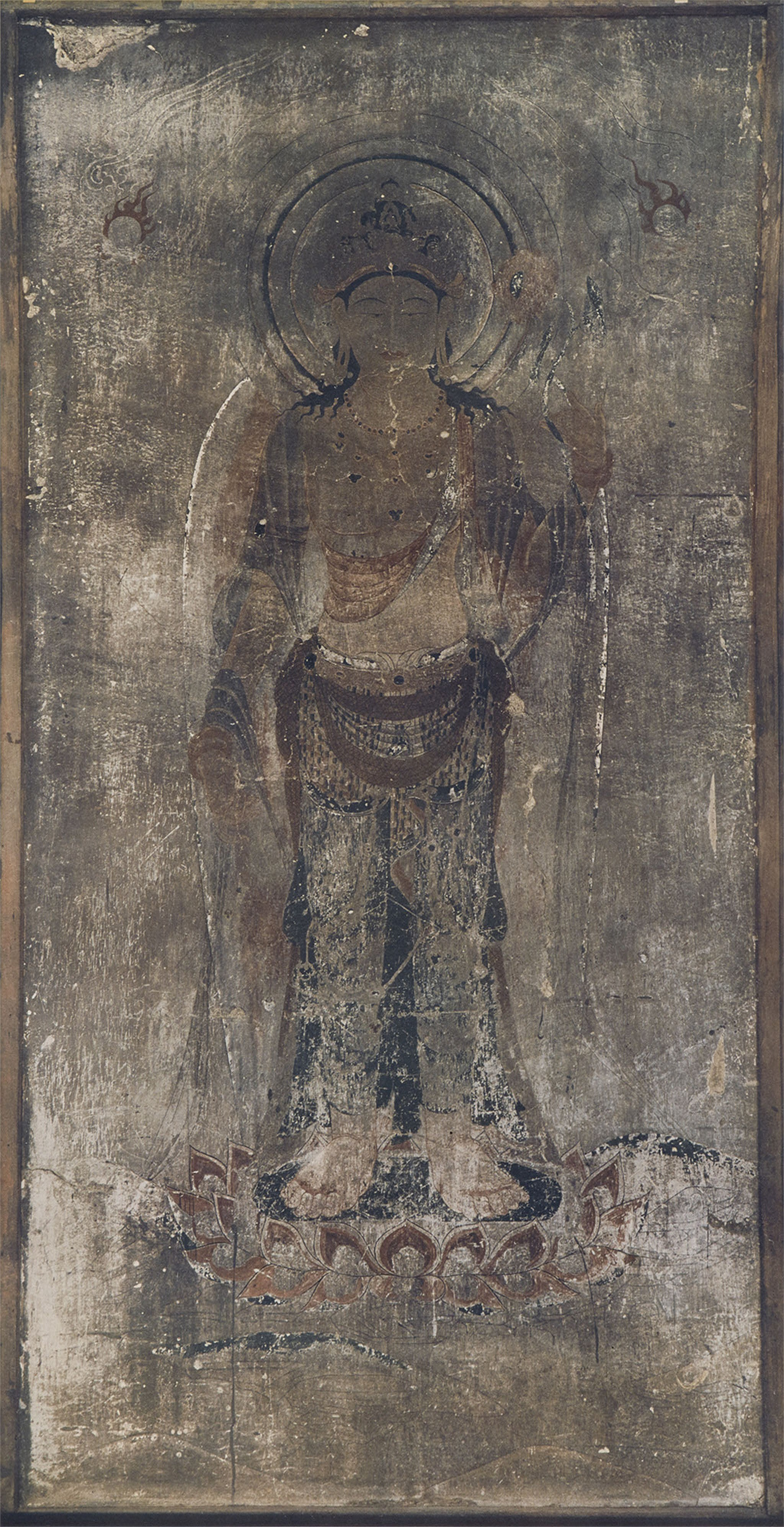
12号壁